# Faster Pussycat (album)
Faster Pussycat från 1987 är debutalbumet av bandet med samma namn. Albumet nådde en #97 plats på Billboardlistan.

## Låtlista
1. "Don't Change That Song"
2. "Bathroom Wall"
3. "No Room For Emotion"
4. "Cathouse"
5. "Babylon"
6. "Smash Alley"
7. "Shooting You Down"
8. "City Has No Heart"
9. "Ship Rolls In"
10. "Bottle In Front Of Me"

## Medverkande
- Taime Downe- sång
- Greg Steele- gitarr
- Brent Muscat- gitarr
- Eric Stacy- bas
- Mark Michals- trummor